# Autostrada A2 (Chorwacja)
Autostrada A2 w Chorwacji (Autocesta A2) – autostrada łącząca stolicę kraju Zagrzeb z granicą słoweńską koło miejscowości Macelj.
Budowa autostrady trwała w latach 1997–2007.